# چهل و هفت رونین (فیلم ۱۹۹۴)
۴۷ رونین (انگلیسی: 47 Ronin) عنوان اصلی (به ژاپنی: 四十七人の刺客 Shijūshichinin no shikaku) فیلمی به کارگردانی کن ایچیکاوا است که در سال ۱۹۹۴ اکران شد. از بازیگران آن می‌توان به کن تاکاکورا، کی‌ایچی ناکای، کوئیچی ایواکی، ریودو اوزاکی، و میسا شیمیزو اشاره کرد.
این فیلم بر پایه کتاب رمانی به همین نام از شوایچیرو ایکه‌میا که در سال ۱۹۹۲ منتشر شد ساخته شده است.